# Omar Borrás
Omar Bienvenido Borrás Granda (Montevideo, 15 de junio de 1929-19 de octubre de 2022) fue un entrenador de fútbol uruguayo.

## Biografía
Fue ayudante del director técnico Ondino Viera en la Copa Mundial de Fútbol de 1966 en Inglaterra y al año siguiente en el Club Atlético Cerro.
Obtuvo el tercer puesto del Campeonato Uruguayo de Primera División 1970 en la dirección técnica de Huracán Buceo. En 1975 clasificó a Montevideo Wanderers a la copa Libertadores de ese año. Fue la primera vez que un equipo uruguayo, que no fuera uno de los dos grandes, clasificaba a la copa Libertadores de América. En ese equipo jugaban Óscar Washington Tabárez, Washington Olivera, Richard Forlán (tío de Diego Forlán) y Juan Muhlethaler.
En junio de 1977 se encargó en forma interina de la dirección técnica de la selección uruguaya, para enfrentar en Montevideo a Alemania Federal, con derrota 2 a 0 e Inglaterra, con empate a 0. Volvió a dirigir a Uruguay entre febrero y marzo de 1982, durante cuatro amistosos. En junio de 1983 asumió la dirección técnica efectiva de la selección, en un momento en que no se había clasificado a los dos últimos mundiales y ya habían pasado dieciséis años de la última copa América (Campeonato Sudamericano 1967 en Montevideo). Se ganó la Copa América 1983 y se obtuvo la clasificación para el mundial de México 1986.
También dirigió a la selección uruguaya en su participación en la Copa Mundial de Fútbol de 1986. En ese mundial recibió una sanción por el juego brusco que se le atribuyó a sus dirigidos y por sus declaraciones en ruedas de prensa del mundial. Se le impidió acceder al banco de suplentes en el partido de octavos de final con Argentina, por lo que debió observar el partido desde la tribuna. Esta sanción se debió a sus protestas por la expulsión a los 56 segundos de José Batista, en el partido anterior, frente a Escocia.
Si bien no fue el primero en utilizar la expresión «grupo de la muerte», sí describió de esa manera al grupo E del mundial de México 1986 que integraron la selección que dirigía junto a Alemania Federal, Dinamarca y Escocia. Esta expresión ya había sido usada antes por periodistas mexicanos, para referirse al grupo 3 de la Copa Mundial de Fútbol de 1970 y al grupo C de la segunda fase de la Copa Mundial de Fútbol de 1982.
Contó con una generación de futbolistas de gran nivel como Enzo Francescoli, Rubén Paz, Rodolfo Rodríguez, Darío Pereyra, entre otros. Pero su muy pobre gestión al frente de la selección uruguaya en el mundial de México 86, que incluyó una derrota por 6 a 1 ante Dinamarca, varias de sus decisiones (dejar fuera del plantel a futbolistas como Hugo de León, no colocar como titular a otros como Rubén Paz y Carlos Aguilera), más algunas de sus declaraciones públicas en medio del fracaso mundialista de la selección, lo convirtieron en el seleccionador nacional más polémico de la historia del fútbol uruguayo.
Después de su cese al frente de la selección uruguaya, en junio de 1986, dirigió en países de la península arábiga. En 1988 dirigió por un breve período al Al-Hilal Saudi Football Club de Arabia Saudita, equipo con el que fue campeón, y a la propia selección de fútbol de Arabia Saudita. También dirigió en Catar, Emiratos Árabes Unidos y Omán. Permaneció cinco años al frente de equipos de países árabes.
Falleció el 19 de octubre de 2022, a los 93 años. A la fecha de su fallecimiento, era el segundo entrenador que dirigió en más partidos a la selección uruguaya, con un total de 54 partidos.